# Das Seelenbrechen
Albums de Ihsahn
Eremita
(2012)
Das Seelenbrechen est le cinquième album solo du compositeur et musicien de black metal progressif norvégien Ihsahn sorti le 21 octobre 2013.
Source.

## Liste des titres
| No  | Titre     | Durée |
| --- | --------- | ----- |
| 1.  | Hiber     | 5:12  |
| 2.  | Regen     | 5:03  |
| 3.  | NaCl      | 4:24  |
| 4.  | Pulse     | 4:53  |
| 5.  | Tacit II  | 4:58  |
| 6.  | Tacit I   | 4:36  |
| 7.  | Rec       | 2:26  |
| 8.  | M         | 4:39  |
| 9.  | Sub Alter | 5:15  |
| 10. | See       | 7:29  |

| 11. | Entropie | 4:45 |
| 12. | Hel      | 2:49 |

Source.

## Composition du groupe
- Ihsahn - Chant, guitares, basse, composition, production.
- Tobias Ørnes Andersen - Batterie.

## Membres additionnels
- Ritxi Ostáriz - Design.
- Jens Bogren - Mixage & mastering.
- Mnemosyne Productions - Production.
- 'Starofash' Heidi S. Tveitan - Chorale & photos.
Source[3].

## Sources
1. ↑  , metal-archives.com
2. ↑  , allmusic.com
3. ↑  , discogs.com